# 吾輩は猫である (映画)
『吾輩は猫である』（わがはいはねこである）は、夏目漱石の長編小説『吾輩は猫である』を原作とした映画化作品である。これまでに2度映画化され、1936年版と1975年版がある。

## 1936年版
P.C.L.映画製作所（現在の東宝）制作。1936年4月14日公開。87分。白黒。

### キャスト
- 珍野苦沙弥:丸山定夫
- 迷亭:徳川夢声
- 水島寒月:北沢彪
- 細君:英百合子
- 雪江:千葉早智子
- 鼻子:清川玉枝
- 東風:藤原釜足
- 三平:宇留木浩
- 車夫の女房:清川虹子

### スタッフ
- 監督:山本嘉次郎
- 脚本:小林勝
- 原作:夏目漱石
- 撮影:唐沢弘光
- 音楽:紙恭輔
- 美術:久保一雄
- 録音:道源勇二

## 1975年版
芸苑社制作。1975年5月31日公開。115分。併映は『桜の森の満開の下』。文部省選定。

### 受賞
- 第30回毎日映画コンクール撮影賞

### 製作
東宝の分社化によって設立された芸苑社の第1回作品として、社長の佐藤一郎が企画したもの。原作を新しい解釈で映画化する事となり、この時期に芸苑社と仕事をすることになった市川崑が監督を担当した。シナリオ作りは難航し、猫を主役にする案から、全く出さない案まで出されたが、最終的には両者を折衷した、猫も人間ドラマも両方描く方向性で進められた。猫自体の撮影は、ハリウッドのような専門トレーナーの調教訓練が出来なかったため、人形による吹き替えや細かいカットの積み重ねで作られている。監督の市川は、初めて組んだ撮影監督の岡崎宏三に対して「何をやっても良い」と変化球の撮影を要求し、猫視点を魚眼レンズの手持ちカメラ風で表現したり、人物アップを望遠や広角レンズで撮影する等、新しい試みを採り入れた。また、複数の人物の芝居の撮り方についても、後に『犬神家の一族』や『細雪』で見られるような、一度、全員の芝居をフルサイズで撮影してから、個別の芝居をカメラのサイズを変更して後撮りし、編集で合わせるというやり方を本作で行っている。

### キャスト
- 珍野苦沙弥:仲代達矢
- 細君:波乃久里子

- 雪江:島田陽子
- 金田富子:篠ヒロコ
- 金田鼻子:岡田茉莉子
- 迷亭:伊丹十三
- 水島寒月:岡本信人
- 越智東風:篠田三郎
- 八木独仙:前田武彦
- 鈴木藤十郎:神山繁
- 文明中学校長:岡田英次

- 二弦琴の師匠:緑魔子
- おさん:上原ゆかり
- 金田邸の小間使:井上れい子
- 二弦琴の師匠の下女:七尾伶子
- 車夫の女房:春川ますみ

- 車夫の主人:樋浦勉
- 甘木医師:西本裕行
- 巡査:蟹江敬三
- 泥棒:辻萬長
- 吉田虎蔵刑事:海野かつを
- 落雲館中学の教官:遠藤征慈
- 古井武右衛門:麿のぼる
- 小間使い:荒井岩衛
- 我輩:ティム（オス4歳）
- 三毛:ミーコ（メス1歳）
- クロ:黒（オス12歳）
- 吾輩の声:小倉一郎

- 多々良三平:左とん平

- 金田氏:三波伸介

- 役名不明:𠮷沢希梨、永浜三千子、広瀬美香、早川麻里、美杉多映、児玉悦朗、須田一美、高瀬將嗣、西塚肇、見城貴信、大塚正道、堀田裕二

### スタッフ
- 製作:佐藤一郎、市川喜一、森岡道夫
- 監督・潤色:市川崑
- 助監督:加藤哲郎
- 脚本:八住利雄
- 原作:夏目漱石
- 音楽:ヨハン・ゼバスティアン・バッハ 「小品集」その他より（R・A・モーグ・シンセサイザー方式）
- 演奏・編曲:宮本光雄 (製作:オールスタッフニューサウンド)
- 撮影:岡崎宏三
- 美術:西岡善信
- 録音:大橋鉄矢
- 照明:榊原庸介
- 編集:長田千鶴子
- 製作担当:藤田光男
- 効果:東洋音響
- 記録:土屋テル子
- スチール:橋山直己
- 録音:アオイスタジオ
- 現像:東洋現像所